# قائمة مواقع التراث العالمي في الهند

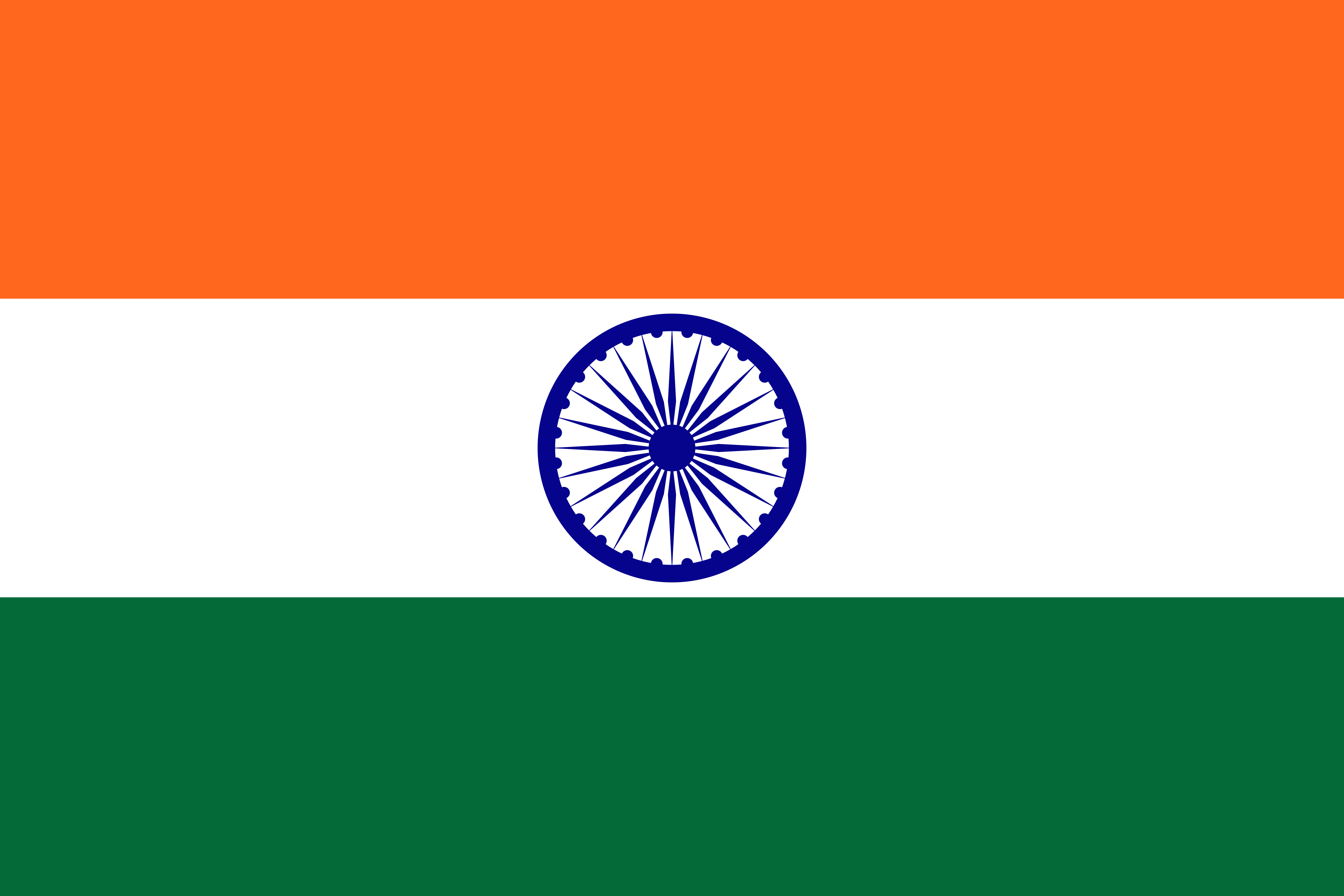

تحدد منظمة الأمم المتحدة للتربية والعلم والثقافة (اليونسكو) مواقع التراث العالمي ذات القيمة العالمية البارزة للتراث الثقافي أو الطبيعي والتي تم ترشيحها من قبل الدول الموقعة على اتفاقية التراث العالمي لليونسكو، والتي تم تأسيسها في عام 1972. يتكون التراث الثقافي من المعالم الأثرية (مثل الأعمال المعمارية والمنحوتات الأثرية والنقوش) ومجموعات المباني والمواقع (بما في ذلك المواقع الأثرية). فيما تُعرَّف السمات الطبيعية (التي تتكون من تكوينات فيزيائية وبيولوجية)، والتكوينات الجيولوجية والفسيولوجية (بما في ذلك موائل الأنواع المهددة من الحيوانات والنباتات)، والمواقع الطبيعية المهمة من وجهة نظر العلم أو الحفظ أو الجمال الطبيعي، على أنها إرث طبيعي. قبلت الهند الاتفاقية في 14 نوفمبر 1977، مما جعل مواقعها مؤهلة للإدراج في القائمة.
اعتبارًا من عام 2022، هناك 40 موقعًا للتراث العالمي تقع في الهند. 32 منها عبارة عن مواقع ثقافية، و7 منها طبيعية، وموقع واحد مصنف على أنه مختلط وهي حديقة كانغشينجونغا الوطنيّة. تملتك الهند سادس أكبر عدد من المواقع في العالم. كانت المواقع الأولى التي تم إدراجها هي كهوف أجانتا وكهوف إلورا وقلعة أغرا وتاج محل، والتي تم تسجيلها جميعًا في جلسة واحدة للجنة التراث العالمي سنة 1983. فيما أحدث موقع تم إدراجه في عام 2021 هو موقع دولافيرا. في أوقات مختلفة، تم إدراج موقعين على أنهما مواقع معرضة للخطر، حيث تم إدراج موقع موئل ماناس للحيوانات بين أعوام 1992 و2011 بسبب الصيد الجائر وأنشطة ميليشيات بودوويون، فيما تم إدراج موقع مجمّع النصب في هامبي بين أعوام 1999 و2006 بسبب مخاطر زيادة حركة المرور والإنشاءات الجديدة في المناطق المحيطة. وتشمل القائمة موقع واحد عابر للحدود وهو أعمال لو كوربوزييه المعمارية والذي يتم مشاركته مع ستة بلدان أخرى. بالإضافة إلى ذلك تمتلك الهند قائمة مؤقتة تضم 49 موقعًا.

## مواقع التراث العالمي
يسرد الجدول معلومات حول كل موقع من مواقع التراث العالمي:
الاسم: كما هو مدرج من قبل لجنة التراث العالمي؛
الموقع: موقع الجغرافي على مستوى المحافظة أو الإقليم؛
سنة الإدراج: السنة التي تم فيها إدراج الموقع في قائمة التراث العالمي؛
الصنف: ثقافي، طبيعي، مختلط (ثقافي وطبيعي)؛
بيانات اليونسكو: الرقم المرجعي للموقع؛ المعايير التي تم إدراجه تحتها. المعايير من الأول إلى السادس ثقافية، في حين أن المعايير من السابع إلى العاشر طبيعية؛
الوصف: وصف موجز للموقع.
| اسم                                                                          | صورة                                                                               | الموقع (ولاية)                            | سنة الإدراج | صنف     | بيانات اليونسكو                   | وصف |
| ---------------------------------------------------------------------------- | ---------------------------------------------------------------------------------- | ----------------------------------------- | ----------- | ------- | --------------------------------- | --- |
| كهوف أجانتا                                                                  | Cave with carved columns and a shrine in the middle                                | ماهاراشترا                                | 1983        | (ثقافي) | 242؛ (i) (ii) (iii) (vi)          | تمثل الكهوف في أجانتا مجمعًا للفن البوذي من فترتين. الآثار الأولى يعود تاريخها إلى القرنين الأول والثاني قبل الميلاد وتم إنشاؤها من قبل أتباع مذهب ثيرافادا. خلال الفترة الثانية تمت إضافة المزيد من المعالم الأثرية في القرنين الخامس والسادس ميلادي، خلال عهد أسرة فاكاتاكا، من قبل أتباع مذهب ماهايانا. الآثار هي روائع الفن البوذي وأظهرت تأثيرا قويا في الهند وفي المناطق المجاورة، خاصة في جزيرة جاوة. |
| كهوف إلورا                                                                   | Tourists visiting a temple cut in rock                                             | ماهاراشترا                                | 1983        | (ثقافي) | 243؛ (i) (iii) (vi)               | تضم كهوف إلورا 34 معبدا وديرا تم فصلها إلى جرف من بازلت بطول 2 كيلومتر (1.2 ميل) بين القرنين السابع والحادي عشر. نظرا لأنها بنيت من قبل أتباع البوذية والهندوسية والجاينية، فإنها توضح التسامح الديني في الفترة التي تم بناؤها فيها. أكبر معبد هو معبد كايلاسا (في الصورة)، وهو مزين بشكل متقن بالمنحوتات واللوحات. |
| قلعة أغرا                                                                    | Building in red stone with decorations                                             | أتر برديش                                 | 1983        | (ثقافي) | 251؛ (iii)                        | قلعة أغرا هي قلعة إمبراطورية مغولية تعود إلى القرن السادس عشر في أغرة. حصلت على تصميمها الحالي تحت حكم الإمبراطور جلال الدين أكبر. يحتوي المجمع على العديد من القصور (جهانجيري محل في الصورة) وقاعات للجمهور ومسجدين. من الناحية الأسلوبية، إنها واحدة من أهم معالم العمارة الهندية الإسلامية، مع تأثيرات العمارة الفارسية والتيمورية. |
| تاج محل                                                                      | Taj Mahal, a domed building in white marble with four surrounding minarets         | أتر برديش                                 | 1983        | (ثقافي) | 252؛ (i)                          | تاج محل هو أفضل مثال على العمارة الهندية الإسلامية. تم بناؤه في أغرة على ضفة نهر جمنة كضريح ممتاز محل، الزوجة الفارسية للإمبراطور المغولي شهاب الدين شاهجهان، بين عامي 1631 و1648م. تم تصميمه من قبل أحمد لاهوري وتم بناؤه من الرخام الأبيض مع ترصيع بالأحجار الكريمة وشبه الكريمة. القبر محاط بأربع مآذن قائمة بذاتها. كما يضم المجمع البوابة الرئيسية ومسجد ودار ضيافة وحدائق محيطة. |
| معبد الشمس في كوناراك                                                        | A large Hindu temple in stone                                                      | أوديشا                                    | 1984        | (ثقافي) | 246؛ (i) (iii) (vi)               | تم بناء المعبد الهندوسي في القرن الثالث عشر وهو واحد من أروع الأمثلة على هندسة كالينجا المعمارية. وهي تمثل عربة إله الشمس سوريا: على الجوانب الخارجية، لها 24 عجلة، منحوتة من الحجر ومزينة بشكل غني، ويتم سحبها بواسطة ستة خيول. تشمل الزخارف الزخرفية الأخرى الأسود والموسيقيين والراقصين. |
| مجمّع نصب ماهاباليبورام                                                       | A Hindu temple in stone                                                            | تاميل نادو                                | 1984        | (ثقافي) | 249؛ (i) (ii) (iii) (vi)          | تم بناء الآثار حول بلدة مامالابورام في القرنين السابع والثامن، تحت سلالة بالافا. هناك أنواع مختلفة من الآثار: الراتاس وهي معابد على شكل عربة (دارماراجا راثا في الصورة)، والماندابا (المعابد المنحوتة في الصخور)، والنقوش الصخرية، بما في ذلك منحدر نهر الغانج العملاق، وغيرها من المعابد والبقايا الأثرية. كان التعبير الفني للآثار مؤثرا بشكل واسع، خاصة في كمبوديا وفيتنام وجزيرة جاوة. |
| روضة كازيرانغا الوطنية                                                       | A rhino at a water edge                                                            | آسام                                      | 1985        | (طبيعي) | 337؛ (ix)، (x)                    | تقع كازيرانغا في السهول الفيضية لنهر براهمابوترا. وتعتبر واحدة من أفضل محميات الحياة البرية في العالم، وهي موطن لأكبر عدد من وحيد القرن الهندي في العالم (في الصورة)، بالإضافة للببر والفيل الآسيوي وجاموس الماء البري ودولفين نهر الغانج. كما وتعتبر الأراضي الرطبة مهمة لأنواع الطيور المهاجرة. |
| موئل ماناس للحيوانات                                                         | A herd of Wild elephants in the park                                               | آسام                                      | 1985        | (طبيعي) | 338؛ (vii)، (ix)، (x)             | يغطي الملجئ على طول نهر ماناس الأراضي العشبية في السهول الفيضية والغابات، سواء في الأراضي المنخفضة أو في التلال. المنطقة هي نقطة ساخنة للتنوع البيولوجي وموطن للعديد من الأنواع المهددة بالانقراض، بما في ذلك وحيد القرن الهندي، والفيلة الآسيوية (في الصورة)، وجاموس المياه البرية، والبرر، والدب الكسلان، والخنزير القزم، ولنغور جي الذهبي، والحبارى الملتحي. يتم تجديد الغابات باستمرار بعد الفيضانات والقيام بتغيرات في مجاري النهر. بين عامي 1992 و2011، تم إدراج الموقع على أنه معرض للخطر بسبب الصيد غير المشروع وأنشطة ميليشيات بودوويون. |
| روضة كيولاديو الوطنية                                                        | A group of Bar Headed Geese and Demoiselle cranes flying together in the Sanctuary | راجستان                                   | 1985        | (طبيعي) | 340؛ (x)                          | في البداية كانت عبارة عن محمية صيد البط للمهراجا، كيولاديو هي أرض رطبة من تجهيز وصيانة الإنسان. وهي مهمة لكل من الطيور المهاجرة والمقيمة، وخاصة الطيور المائية. تم تسجيل أكثر من 350 نوعًا من الطيور، بما في ذلك 15 نوعًا من البلشونيات والكركي سيبيري وعقاب سعفاء الكبرى. في الصورة هنا مجموعة من الإوز مخططة الرأس وكركي سنجابي تطير معًا في المتنزه. الحديقة محمية أيضًا بموجب اتفاقية رامسار. |
| كنائس وأديرة غوا                                                             | A church in red brick and an adjacent building in white                            | غوا                                       | 1986        | (ثقافي) | 234؛ (ii) (iv) (vi)               | كانت غوا القديمة عاصمة الهند البرتغالية، وهي مستعمرة استمرت لمدة 450 عاما حتى عام 1961. يضم الموقع سبع كنائس وأديرة تم بناؤها في القرنين السادس عشر والسابع عشر في الأنماط القوطية، مانولين، مانييريزمو، والباروك، ولكن تم تكييفها أيضا لتناسب التقنيات والموارد المحلية. كان لها تأثير في نشر التأثيرات المعمارية إلى بلدان في آسيا حيث تم إنشاء البعثات الكاثوليكية. في الصورة كنيسة بوم يسوع، حيث دفن القديس فرنسيس كسفاريوس. |
| مجمّع نصب خاجوراهو                                                            | Stone carvings representing people in different situations                         | مدهيا برديش                               | 1986        | (ثقافي) | 240؛ (i) (iii)                    | يتألف هذا الموقع من 23 معبدًا، لكل من الهندوس والجاين، تم بناؤها في القرنين العاشر والحادي عشر، خلال عهد أسرة تشانديلا. المعابد مبنية على طراز عمارة المعبد الهندوسي. تم تزيينها بزخارف غنية بالمنحوتات الحجرية والمنحوتات التي تصور الزخارف المقدسة والعلمانية، بما في ذلك تصوير الحياة المنزلية والموسيقيين والراقصين والأزواج العاطفيين. بالإضافة لصور تشمل تفاصيل من معبد لاكشمانا. |
| مجمّع النصب في هامبي                                                          | A stone chariot in Dravidian style in Hampi                                        | كارناتاكا                                 | 1986        | (ثقافي) | 241bis؛ (i) (iii) (iv)            | كانت هامبي عاصمة إمبراطورية فيجاياناغارا حتى التخلي عنها بعد سلب ونهب سلطنات الدكن في عام 1565. منذ حوالي 200 عام، كانت مدينة مزدهرة متعددة الثقافات تركت العديد من المعالم الأثرية على الطراز الدرفيدي وكذلك على الطراز الهندي الإسلامي. تشمل البقايا المباني الدينية والعلمانية والهياكل الدفاعية. تم إجراء تعديل طفيف على حدود الموقع في عام 2012. بين عامي 1999 و2006، تم إدراج الموقع على أنه معرض للخطر بسبب المخاطر التي تشكلها زيادة حركة المرور والإنشاءات الجديدة.                                                                      |
| فاتهبور سكري                                                                 | A large gate in red stone in Mughal style                                          | أتر برديش                                 | 1986        | (ثقافي) | 255؛ (ii) (iii) (iv)              | لمدة عقد من الزمن تقريبًا في النصف الثاني من القرن السادس عشر، كانت فاتهبور سكري عاصمة إمبراطورية المغول تحت حكم الإمبراطور أكبر، إلى أن تم نقل العاصمة إلى لاهور في عام 1585 وتم التخلي عن المدينة. يضم الموقع مجموعة كبيرة من الآثار والمعابد على الطراز المغولي، مثل المسجد الجامع (بوابة بلند دروازه، في الصورة)، وقصر بانش محل، وقبر سليم شيشتي. |
| مجمّع نصب باتاداكال                                                           | A Hindu temple in light-coloured stone                                             | كارناتاكا                                 | 1987        | (ثقافي) | 239rev؛ (iii) (iv)                | يضم هذا الموقع تسعة معابد هندوسية ومعبد جاين واحد تم بناؤه في القرنين السابع والثامن في عهد أسرة تشالوكيا. تم بناؤها على طراز بادامي شالوكيا الذي يمزج التأثيرات من شمال وجنوب الهند. |
| كهوف إليفانتا                                                                | Stone carvings representing Shiva and religious scenes                             | ماهاراشترا                                | 1987        | (ثقافي) | 244rev؛ (i) (iii)                 | تم بناء مجمع الكهف، الواقع في جزيرة إليفانتا في ميناء مومباي، بشكل أساسي في القرنين الخامس والسادس، مع بقايا الاستيطان البشري التي يعود تاريخها إلى القرن الثاني قبل الميلاد. المعابد مخصصة لآلهة شيفا. الكهوف مزينة بالمنحوتات الحجرية، بعضها ضخم. في الصورة تمثال تريمورتي شيفا محاط بدفارابالاس. |
| معابد تشولا                                                                  | A highly decorated stone Hindu temple                                              | تاميل نادو                                | 1987        | (ثقافي) | 250bis؛ (ii) (iii)                | يضم هذا الموقع من ثلاثة معابد هندوسية تم بناؤها في القرنين الحادي عشر والثاني عشر في عهد أسرة تشولا. وهي تمثل بعضًا من أفضل الأمثلة على فن العمارة الدرفيدية في فترة شولا. إنها مصنوعة من الحجر ومزينة بالمنحوتات الحجرية والبرونزية. في البداية، تم إدراج معبد بريهاديسفارا (في الصورة) فقط كموقع للتراث العالمي، وتمت إضافة معبدين آخرين، وهما معبد بريهاديسفارا ومعبد أيرافيتسفارا في عام 2004 وتمت إعادة تسمية الموقع إلى الاسم الحالي. |
| منتزه سنداربنس الوطني                                                        | A tiger at the water margin                                                        | البنغال الغربية                           | 1987        | (طبيعي) | 452؛ (ix)، (x)                    | تغطي الحديقة الوطنية الجزء الهندي من غابة سونداربانس، دلتا نهري الغانج وبراهمابوترا. إنها أكبر وأغنى غابات الأيكة في العالم، مع حوالي 78 نوعا مسجلا من أشجار الأيكة الساحلية. وهي نقطة ساخنة للتنوع البيولوجي، وموطن لعدد كبير من الببر بنغالي (في الصورة)، بالإضافة إلى موطن مهم لدلفين إيراوادي ودلفين نهر الغانج، والعديد من أنواع الطيور والسلاحف البحرية. في بنغلاديش، تم إدراج غابة سونداربانس كموقع منفصل للتراث العالمي. |
| منتزهات ناندا ديوي ووادي الزهور الوطنية                                      | Flowers in a mountain valley                                                       | أوتاراخند                                 | 1988        | (طبيعي) | 335bis؛ (viii)، (x)               | يتكون هذا الموقع من حديقتين في غرب جبال الهيمالايا، هما منتزه وادي الزهور الوطني (في الصورة) ومنتزه ناندا ديفي الوطني. تشمل الحدائق أنواع مختلفة من الموائل على ارتفاعات عالية، وتضم قمم جبال ناندا ديفي العالية، على ارتفاع 7،817 متر (25،646 قدم) وهو ثاني أعلى جبل في الهند باتجاه المروج الألبية. بالإضافة إلى العديد من أنواع النباتات الجبلية، تعد المنطقة موطنا للدب الأسود الآسيوي ونمر الثلوج والدب البني. تم إدراج منتزه ناندا ديفي الوطني في الأصل بمفرده في عام 1988، وأضيف منتزه وادي الزهور في عام 2005.                            |
| نصب سانشي البوذية                                                            | A large stupa in stone with an elaborate gate in front                             | مدهيا برديش                               | 1989        | (ثقافي) | 524؛ (i) (ii) (iii) (iv) (vi)     | سانشي هي واحدة من أقدم المعابد البوذية الموجودة وكان لها دور فعال في انتشار الدين عبر شبه القارة الهندية. أصبحت مهمة في عهد الإمبراطور أشوكا من الإمبراطورية الماورية في القرن الثالث قبل الميلاد. تم الحفاظ على بقايا عمود من تلك الفترة. تم الحفاظ على ستوبا (في الصورة ستوبا 1) والقصور والمعابد والأديرة في حالات مختلفة للحفظ، يرجع تاريخها في الغالب إلى القرنين الثاني والأول قبل الميلاد. وقد انخفضت أهمية المدينة في القرن الثاني عشر.                                                                                                   |
| ضريح هميون، دلهي                                                             | Look at a mausoleum in white and red stone through a gate                          | دلهي                                      | 1993        | (ثقافي) | 232bis؛ (ii) (iv)                 | شيد قبر الإمبراطور المغولي همايون في ستينيات القرن السادس عشر ويمثل أول مثال لمقبرة حديقة في شبه القارة الهندية، حيث أدخلت عناصر الحدائق الفارسية. يمثل الضريح الضخم ذو القبة المزدوجة قفزة في العمارة المغولية وهو سلف معماري لتاج محل. يضم المجمع العديد من المقابر الأصغر من تلك الفترة. تم إجراء تعديل طفيف حدوده في عام 2016. |
| نصب قطب مينار، دلهي                                                          | A tall minaret and a mausoleum, both in red and white stone                        | دلهي                                      | 1993        | (ثقافي) | 233؛ (iv)                         | يضم المجمع العديد من الآثار الهندية الإسلامية المبكرة من القرنين الثالث عشر والرابع عشر، عندما قامت سلطنة دلهي بتأسيس السلطة في البلاد. وهي تشمل قطب منار، ومئذنة بارتفاع 72.5 متر (238 قدم) (في الصورة)، وبوابة علاء دروازه، ومسجد قوة الإسلام حيث تم إعادة استخدام العديد من الأعمدة الحجرية من المعابد الهندوسية السابقة، وعمود دلهي الحديدي، كما يضم العديد من المقابر والمعالم الأخرى. |
| السكك الحديد في جبال الهند، دلهي                                             | A train crossing a bridge with several arches                                      | البنغال الغربية، تاميل نادو، هيماجل برديش | 1999        | (ثقافي) | 944ter؛ (ii) (iv)                 | يتألف هذا الموقع من ثلاثة خطوط سكك حديدية جبلية تم بناؤها في أواخر القرن التاسع عشر وأوائل القرن العشرين لتوفير الوصول إلى المدن في المرتفعات. وهي تمثل نقل التكنولوجيا في بيئة استعمارية، حيث اشتمل البناء على إقامة الجسور والأنفاق من أجل عبور التضاريس الصعبة. وقد قدمت السكك الحديدية الدعم لمزيد من الاستيطان البشري في المناطق التي ترتبط بها ولا تزال تعمل بكامل طاقتها. تم إدراج سكة دارجيلنغ الحديدية في الهيمالايا في البداية بمفردها في عام 1999. وتمت إضافة سكة جبل نيلجيري في عام 2005 وخط سكة كالكا شيملا (في الصورة) في عام 2008. |
| مجمع معابد مهابودهي في بودهغايا                                              | A large stone Buddhist temple                                                      | بهار                                      | 2002        | (ثقافي) | 1056rev؛ (i) (ii) (iii) (iv) (vi) | يمثل مجمع المعبد البوذي الموقع الذي يقال إن غوتاما بوذا قد حقق فيه التنوير تحت شجرة بودي. يعود تاريخ المعبد الحالي إلى القرنين الخامس والسادس بعد الميلاد (خلال فترة إمبراطورية جوبتا) وقد تم بناؤه على أساس هيكل سابق أمر به الإمبراطور أشوكا في القرن الثالث قبل الميلاد. يبلغ ارتفاع المعبد 50 مترا (160 قدم) وهو من الطوب. كان لها تأثير كبير على تطوير العمارة في القرون التالية. بعد قرون من الهجر والإهمال، تم ترميم المعبد على نطاق واسع في القرن التاسع عشر.                                                                             |
| ملاجئ بيمبتكا الصخرية                                                        | Rock paintings depicting people and animals                                        | مدهيا برديش                               | 2003        | (ثقافي) | 925؛ (iii) (v)                    | يتألف هذا الموقع من خمس مجموعات من الملاجئ الصخرية في سفوح سلسلة جبال فينديا. ويضم لوحات صخرية من مجتمعات الجمع والالتقاط تعود إلى الفترة التاريخية من العصر الحجري الوسيط. لا تزال القرى المجاورة تحتفظ ببعض ممارسات الثقافة المشابهة لتلك الموضحة في اللوحات. |
| محطة تشاتراباتي شيفاجي(محطة فكتوريا سابقًا)                                   | A large heavily decorated railway station building                                 | ماهاراشترا                                | 2004        | (ثقافي) | 945rev؛ (ii) (iv)                 | تم بناء محطة القطار التاريخية في مومباي في أواخر القرن التاسع عشر. تم تصميمه من قبل فريدريك ويليام ستيفنز على الطراز القوطي الفيكتوري، مستمدًا التأثيرات من العمارة القوطية الإيطالية ودمجها مع التأثيرات المستمدة من المباني التقليدية الهندية. كان يرمز إلى ثروة مومباي كميناء تجاري رئيسي داخل الكومنولث البريطاني. |
| منتزه شامبانر الأثري في بافاغاد                                              | A mosque in brown stone                                                            | كجرات                                     | 2004        | (ثقافي) | 1101؛ (ii) (iv) (v)، (vi)         | يحتوي الموقع على بقايا من عدة فترات، من العصر النحاسي إلى بقايا شامبانير، وهي عاصمة قصيرة العمر لسلطنة الكجراتفي القرن السادس عشر. تشمل المباني المهمة المعبد الهندوسي كاليكا ماتا ومعابد جاين ومسجد جامع (في الصورة) الذي يتميز بالعناصر المعمارية الهندوسية والإسلامية، بالإضافة لبقايا أنظمة إدارة المياه والتحصينات ومعابد القرن الرابع عشر. |
| مجمَّع الحصن الأحمر، دلهي                                                      | Fortress walls and a gate in red stone                                             | دلهي                                      | 2007        | (ثقافي) | 231rev؛ (ii) (iii) (vi)           | تم بناء القلعة الحمراء في عهد الإمبراطور المغولي شاه جهان في منتصف القرن السابع عشر. إنه يمثل ذروة العمارة المغولية الهندية، فهو يمزج بين عناصر الثقافة الهندية الفارسية والعناصر التيمورية. كان لهندسته المعمارية تأثير قوي على القصور والحدائق اللاحقة في المنطقة. كانت القلعة الحمراء أيضًا مسرحًا للأحداث التاريخية، حيث تم نهبها وإعادة استخدامها جزئيًا من قبل الإمبراطورية البريطانية، وكانت الموقع الذي تم فيه الاحتفال باستقلال الهند لأول مرة.                                                                                             |
| جانتار مانتار، في مدينة جانيبور                                              | A collection of buildings for astronomical purposes                                | راجستان                                   | 2010        | (ثقافي) | 1338؛ (iii) (vi)                  | يعد جانتار مانتار في جايبور أهم مرصد فلكي تاريخي في الهند. يعود تاريخه إلى أوائل القرن الثامن عشر، منذ أواخر فترة المغول. هناك حوالي 20 أداة فلكية تم تصميمها وبناؤها بالعين المجردة لرصد مواقع النجوم والكواكب. كما كانت بمثابة نقطة التقاء للثقافات العلمية المختلفة. |
| غاتس الغربية                                                                 | A scenic view of Pampadumshola Mountains                                           | كارناتاكا، ماهاراشترا، كيرلا، تاميل نادو  | 2012        | (طبيعي) | 1342rev؛ (ix)، (x)                | غاتس الغربية هي سلسلة جبال تمتد على طول الساحل الشرقي لشبه القارة الهندية. وهي مغطاة بالغابات الجبلية. تعد المنطقة نقطة ساخنة للتنوع البيولوجي وموطنا للأنواع المهددة بالانقراض مثل الببر البنغالي، كلب الدول، ومكاك ذيل الأسد، وطهر نلغيري. من حيث التاريخ التطوري، تعتبر المنطقة مهمة في ضوء تفكك غندوانا في أوائل العصر الجوراسي، وبعد ذلك كانت الهند كتلة أرضية معزولة حتى اصطدامها بالصفيحة الأوراسية. يضم موقع التراث العالمي 39 ملكية خاصة.                                                                                                |
| تل حصون راجاسثان                                                             | A fortress in light-coloured stone above a river                                   | راجستان                                   | 2013        | (ثقافي) | 247rev؛ (ii) (iii)                | يتكون هذا الموقع من ستة حصون، قلعة شيتور، قلعة كومبالغاره، قلعة رانثامبوري، قلعة غاغرون، حصن عامر (في الصورة)، وحصن جايسالمر، الذي تم تم تشييدها من قبل ممالك راجبوت بين القرنين الثامن والثامن عشر. يعتبر أسلوب هذه الحصون إنتقائي حيث تضم عناصر من عمارة سلطنة مغول الهند، وكانت مؤثرة على الأساليب اللاحقة لإمبراطورية ماراثا. والتي تنتشر في أماكن متنوعة، على سبيل المثال موقع رانثامبوري في الغابة وموقع غايسالمير في الصحراء. |
| راني كي فاف (ستيبويل الملكة) في باتان، كجرات                                 | A view of the stepwell with several decorated pillars                              | كجرات                                     | 2014        | (ثقافي) | 922؛ (i) (iv)                     | يعتبر موقع راني كي فاف أحد أفضل الأمثلة على البئر المدرج، وهو نوع متقن من الآبار حيث يمكن من الوصول إلى المياه الجوفية من خلال عدة مستويات من السلالم. تم تشييده في القرن الحادي عشر، في عهد أسرة تشولوكيا، على ضفاف نهر ساراسواتي في مدينة باتان. ويتكون من سبعة مستويات، كل منها مزخرف بالمنحوتات والتماثيل الحجرية التي تصور الموضوعات الدينية والعلمانية والأعمال الأدبية. بعد التغيير في مجرى النهر في القرن الثالث عشر، لم يعد قيد الاستخدام وتغطى بالطمي، مما ساهم بالحفاظ عليه.                                                           |
| منطقة محمية حديقة الهيمالايا الوطنية الكبرى                                  | Snow-covered mountains and trees                                                   | هيماجل برديش                              | 2014        | (طبيعي) | 1406rev؛ (x)                      | تغطي الحديقة الوطنية الموائل من قمم جبال الألب في جبال الهيمالايا التي يزيد ارتفاعها عن 6000 متر (20000 قدم) إلى المروج الألبية والغابات النهرية التي يقل ارتفاعها عن 2000 متر (6،600 قدم). في المجموع، تم تسجيل 25 نوعًا من الغابات، وتضم تجمعات نباتية وحيوانية غنية، بما في ذلك العديد من أنواع الطيور والثدييات والزواحف والحشرات. فهي موطن لأنواع مهددة بالانقراض مثل التراجوبان الغربي والأيل المسكي. |
| الآثار المرمّمة في مقاطعة نالاندا، بهار                                       | Ruins of brick buildings                                                           | بهار                                      | 2016        | (ثقافي) | 1502؛ (iv) (vi)                   | كانت نالاندا مهافيهارا مؤسسة بوذية قديمة للتعليم العالي تأسست في القرن الخامس واستمرت حتى القرن الثالث عشر، مع أن بعض البقايا الأثرية تعود أيضًا إلى القرن الثالث قبل الميلاد. تشمل البقايا الأضرحة والستوبا، والمباني السكنية والتعليمة، والأعمال الفنية من مواد مختلفة. كان لكل من الحلول المعمارية والأساليب التعليمية تأثير شاسع في المؤسسات المماثلة الأخرى في المناطق المحيطة. |
| حديقة كانغشينجونغا الوطنيّة                                                   | Snow-covered mountains and a lake in front                                         | سيكيم                                     | 2016        | (مختلط) | 1513؛ (iii) (vi) (vii)، (x)       | تقع الحديقة الوطنية حول جبل كانغشينجونغا، ثالث أعلى جبل في العالم 8,586 متر (28,169 قدم). وهو جبل مقدس في البوذية التبتية، حيث تعتبر منطقة بيول التاريخية، أرض مقدسة خفية. فهي موطن لمجتمعات سيكيم المتنوعة عرقيا. ومن المنظور الطبيعي، تضم المنطقة موائل مختلفة، من الجبال العالية مع الأنهار الجليدية إلى الغابات القديمة، وهي غنية بالأنواع الحيوانية والنباتية. |
| أعمال لو كوربوزييه المعمارية، مساهمة بارزة في الحركة الحديثة*                | A modernist concrete building, a pond in front                                     | شانديغار                                  | 2016        | (ثقافي) | 1321rev؛ (i) (ii) (vi)            | يضم هذا الموقع العابر للحدود (مشترك مع الأرجنتين وبلجيكا وفرنسا وألمانيا وسويسرا واليابان) 17 عملا للمهندس المعماري الفرنسي السويسري لو كوربوزييه. كان لو كوربوزييه ممثلا هاما للحركة الحداثية في القرن العشرين، والتي أدخلت تقنيات معمارية جديدة لتلبية احتياجات المجتمع المتغير. قصر الاجتماعات مدرج في الهند ضمن هذه الفئة. وهو الجزء المركزي من مدينة شانديغار وهو مصمم بما يتماشى مع مبادئ المدينة المشعة. |
| مدينة أحمد آباد التاريخية                                                    | An intricately carved Jali Design on Sidi Saiyyed Mosque                           | كجرات                                     | 2017        | (ثقافي) | 1551؛ (ii) (v)                    | تأسست مدينة أحمد أباد على يد أحمد شاه الأول في عام 1411، لتكون عاصمة سلطنة الكجرات. كانت ملتقى العديد من الأديان (الهندوسية، الإسلام، البوذية، الجاينية، المسيحية، الزرادشتية، اليهودية) مما نتج عنه نسيج حضري فريد من نوعه. تعتمد الهندسة المعمارية على الأخشاب، وتسمى الأحياء النموذجية بولز، وهي منازل تقليدية مكتظة بالسكان مع شوارع مسورة. تشمل المباني المهمة من فترة السلطنة أسوار مدينة قلعة بهادرا ومسجد سيدي سيد (في الصورة) والعديد من المساجد والمقابر والأضرحة.                                                                      |
| مجامع مدينة مومباي الفكتورية المشيدة على الطراز القوطي الحديث وأسلوب الزخرفة | A brick building in neo-gothic style                                               | ماهاراشترا                                | 2018        | (ثقافي) | 1480؛ (ii) (iv)                   | يتألف هذا الموقع من مجموعتين من المباني في مومباي من عصر الإمبراطورية البريطانية. المباني العامة على الطراز القوطي الحديث من النصف الثاني من القرن التاسع عشر. تتكيف مع عناصر الإحياء القوطي للبيئة الهندية، وتقدم ميزات مثل الشرفات والمطلات. تم تصوير مبنى المحكمة العليا في بومباي. يعود تاريخ مباني الفن الزخرفي إلى أوائل القرن العشرين وتشمل قاعات سينما ومباني سكنية. |
| مدينة جايبور، راجستان                                                        | A large palace in red and pink sandstone with many windows                         | راجستان                                   | 2019        | (ثقافي) | 1605؛ (ii) (iv) (vi)              | تأسست جايبور على يد حاكم مملكة راجبوت جاي سينغ الثاني في عام 1727. وقد تم بناء المدينة بالتخطيط المصبعي المستوحى من المثل العليا الهندوسية والغربية على حد سواء، وساهمت في الخروج عن الهندسة المعمارية في العصور الوسطى في المنطقة. كانت المدينة مركزًا تجاريًا قويًا وموطنًا للحرفيين والفنانين. تشمل المباني والمواقع الهامة قصر الرياح (في الصورة)، ومعبد جوفيند ديف جي، وقصر المدينة، وجانتار المنطار، المدرج كموقع تراث عالمي منفصل. |
| معبد ككاتيا رودريشوارا (رامابا)                                              | A Hindu temple in red stone                                                        | تلنغانة                                   | 2021        | (ثقافي) | 1570؛ (i) (iii)                   | تم بناء المعبد الهندوسي، المكرس للآلهة شيفا، في النصف الأول من القرن الثالث عشر في عهد سلالة كاكاتيا. وهو مزين بالمنحوتات الحجرية والتماثيل من الجرانيت والدلوریت التي تصور عادات الرقص الإقليمية. تماشيا مع الممارسات الهندوسية، تم بناء المعبد بطريقة تمتزج بشكل متناغم مع البيئة. |
| دولافيرا: مدينة من حضارة وادي السند                                          | Archaeological site with some brick and stone walls                                | كجرات                                     | 2021        | (ثقافي) | 1645؛ (iii) (iv)                  | كانت دولافيرا واحدة من مراكز حضارة وادي السند من الألفية الثالثة إلى منتصف الألفية الثانية قبل الميلاد في العصر البرونزي. وتشمل البقايا مدينة مسورة ومقبرة، وهناك بقايا مبان وأنظمة إدارة المياه. تم اختيار موقع المدينة بسبب مصادر المعادن الثمينة القريبة. كان للمدينة روابط تجارية مع مدن أخرى في المنطقة منتشرة حتى بلاد الرافدين. أعيد اكتشاف الموقع في عام 1968. |

## القائمة المؤقتة
بالإضافة إلى المواقع المدرجة في قائمة التراث العالمي، يمكن للدول الأعضاء الاحتفاظ بقائمة من المواقع المؤقتة التي قد تفكر في ترشيحها. لا يتم قبول الترشيحات لقائمة التراث العالمي إلا إذا كان الموقع مدرجًا مسبقًا في القائمة المؤقتة. اعتبارًا من 2022، تمتلك الهند 52 موقعا في قائمتها المؤقتة.